# 苻同成
苻同成（?—?），氐族人，前秦太宗苻登之兄。
387年，苻登任命他哥哥苻同成为司徒、守尚书令，封颍川王。任命他的弟弟苻广为中书监，封为安成王。任命他儿子苻崇为尚书左仆射，封为东平王。388年，颍川王苻同成被任命为太尉。